# Majnhard VI. Goriški
Majnhard VI. Goriški († po 6 maju 1385) je bil goriški grof in cesarski knez, ki je izhajal iz dinastije Meinhardiner.

## Življenje
Njegova starša sta bila goriški grof Albert II. in Eufemija iz Mätsch. Leta 1338 je Albert IV. Goriški s svojima bratoma Albertom III. in Henrikom V. nasledil Janeza Henrika IV. Goriškega v Goriški grofiji. Od leta 1365 je vladal sam. Majnhard je bil v sporu s svojima bratoma in zato leta 1363 ni mogel uveljaviti svojih zahtev do Tirolske grofije. Moč oglejskega patriarha mu je uspelo zmanjšati, vendar je bilo to v korist Beneške republike, kar je pomenilo ostra nasprotja z njo. Majnhard se je z goriškega gradu umaknil na grad Bruck v Lienz. Kasneje je Majnhardovo vedenje pomenilo preobrat v počasno propadanje goriške grofije, zastave in prodaje pa so pokazale tudi porazno finančno stanje goriške knežje hiše. Majnhard je bil tudi v sporu s svojimi duhovnimi sosedi in s Habsburžani zaradi nasledstva v vojvodini Koroški in v grofiji Tirolski.

## Potomci
Majnhard je bil najprej poročen s Katarino grofico Pfannberško († 1374/75), dedinjo Greiffenberga in Sumergga, hčerko Ulrika V. grofa Pfannberškega, maršala vojvodine Avstrije in od leta 1335 deželnega glavarja na Koroškem. († 23. oktober 1354) iz njegovega drugega zakona (pred 1331) z Margareto von Werdenberg, hčerko grofa Huga II. in Eufemije von Ortenburg. Majnhard se je drugič poročil z Utehild iz Mätscha, hčerko Vogta Ulrika IV. iz Mätscha.
Potomci iz prvega zakona:
- Ana Goriška iz Zwarschenecka (–1402), poročena z grofom Janezom Frankopanom Krškim, hrvaškim banom (–1393)
- Katarina Goriška (–1391), poročena z bavarskim vojvodo Janezom II.Münchenskim (–1397)
- Uršula Goriška iz Schönecka, Neuhausa in Uttensteina, poročena z grofom Henrikom III. Schaunberškim (–1390)
- Elizabeta Goriška

iz drugega:
- Henrik VI. Goriški (1376–1454)
- Ivan Majnhard VII., koroški palatinski grof, grof  Kiršberški (–1430), poročen z Magdaleno, hčerko bavarskega vojvode  Friderika Modrega,  in drugič z Nežo Ptujsko.

## Spletne povezave
- GenMa